# Eurocash
Eurocash Food AB är en svensk lågprislivsmedelskedja med ca 300 anställda och en omsättning på ca 1,4 miljard kronor om året. Kedjan har 2015 sju butiker med ett sortiment på ca 10 000 artiklar per butik. Eurocash ägs av Axfood och Norgesgruppen. Eurocashs huvudkontor ligger i Strömstad.
Den första butiken öppnades 1999 i Svinesund. 2005 öppnades den andra butiken, denna gången i Olav Thons shoppingcenter i Töcksfors.
Tredje butiken öppnades i Eda Shoppingcenter utanför Charlottenberg, 2006.
Den fjärde butiken kom till genom uppköp av Ica Kvantum på Oslovägen i Strömstad 2006.
Femte butiken tillkom även den genom förvärv av Ica Kvantum i Åmål och slog upp portarna 1 maj 2008. Butik nummer sex ligger i Töcksfors Handelspark & butik 7 i Storlien. Butik nr 8 går under ett annat namn, Strömstad Mat, etablerad på Oslovägen 50 i Strömstad med samma ägare.
I anslutning till butiken i Töcksfors öppnades också en s.k "Travelprice"-butik. En butik som enbart inriktat sig på att sälja cigaretter, läsk och godis. Butiken har under 2009 bytt namn till Supergott. Ägare till Eurocash sedan januari 2017 Axfood 51% och Norgesgruppen 49%.